# 许由
許由，或稱許繇，字武仲，號道開，上古時期人物，為堯時高潔之士。當時堯試圖將君位禪讓予他，奈何許由不受，並逃至箕山隱居，爾後，堯又邀其擔任九州長官，這次他去到穎水邊洗耳朵，以示其志不在名聲的決心。

## 經歷

### 堯讓帝位
堯晚年，因其子丹朱不肖，又聽聞許由志向之高潔，於多次請教後，欲傳帝位予其，許由得知後，便退隱至箕山之下，農耕度日，拒不受其位。        《莊子‧雜篇‧卷九下》中就有提及：堯以天下讓許由，許由不受。
而這件事情在後來也成為君王博得好名聲的一種手段，既能保持原有的身分地位，又能獲得賢明的美稱。《史記‧世家‧卷三十四》中提到：鹿毛壽謂燕王：『不如以國讓相子之。人之謂堯賢者，以其讓天下於許由，許由不受，有讓天下之名而實不失天下。今王以國讓於子之，子之必不敢受，是王與堯同行也。』

### 召為九州長
堯在禪讓失敗後，再度召許由擔任九州長，一樣充耳不聞。《莊子‧雜篇‧卷九下》中提及：堯又讓於子州支父，子州支父曰：以我為天子，猶之可也。雖然，我適有幽憂之病。方且治之，未暇治天下。』
接著，許由又至穎水旁沖洗耳朵，以表達世俗名聲髒了他的耳朵。然而當巢父牽牛至穎水邊飲水，問許由洗耳之因後，認為這是許由為博得好名聲而故意為之，不然，如果其真心要隱居，又豈是能如此輕易被找著的。《史記‧列傳‧卷六十一‧伯夷列傳第一》中就有提到：堯又召為九州長，由不欲聞之，洗耳於潁水濱。時有巢父牽犢欲飲之，見由洗耳，問其故。對曰：『堯欲召我為九州長，惡聞其聲，是故洗耳。』巢父曰：『子若處高岸深谷，人道不通，誰能見子？子故浮游，欲聞求其名譽。污吾犢口。』牽犢上流飲之。

### 逝世
許由死後，便葬在箕山（亦名許由山）腳下。今鄢陵縣陳化店鎮許由村有一座許由冢，明嘉靖《鄢陵縣誌》記載：『許由冢在甘羅南保」』，它是古鄢陵八景之首，冢前曾建有許由寺、許由祠和許由塔。但如今寺、祠、塔已蕩然無存。

## 影響

### 隱士
被視作後世隱士的始祖及標準。